# Фузине (Белуно)
Фузине (итал. Fusine) је насеље у Италији у округу Белуно, региону Венето.
Према процени из 2011. у насељу је живело 255 становника. Насеље се налази на надморској висини од 1196 м.